# 14699 Klarasmi
14699 Klarasmi (2000 AV239) là một tiểu hành tinh vành đai chính.